# خوزه آنیگو
خوزه آنیگو (انگلیسی: José Anigo؛ زادهٔ ۱۵ آوریل ۱۹۶۱) بازیکن فوتبال اهل فرانسه است.
از باشگاه‌هایی که در آن بازی کرده‌است می‌توان به باشگاه فوتبال المپیک مارسی و باشگاه فوتبال نیم المپیک اشاره کرد.